# Starodub

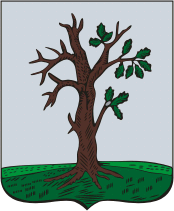
Starodubs vapen.

Starodub (ryska Стародуб, vitryska Старадуб) är en stad i Brjansk oblast i västra Ryssland. Starodub hade 18 868 invånare i början av 2015.